# Соколовський Петро Іванович
Петро́ Іва́нович Соколо́вський (10 липня 1926—2000) — український перекладач.

## Біографія
Петро Іванович Соколовський народився 10 липня 1926 року в Києві. Закінчив середню школу робітничої молоді у Кривому Розі, Київський педагогічний інститут ім. О. М. Горького — факультет іноземних мов (1951) та аспірантуру при кафедрі англійської мови цього інституту (1954).
Працював викладачем англійської, німецької та французької мов у вузах, з 1961 р. — інженер-референт відділу інженерів цивільної авіації. Від 1959 р. перекладав прозові та поетичні твори з англійської, німецької, італійської, французької, португальської, іспанської, фінської та інших мов на українську.

## Переклади
Перелік неповний, у хронологічному порядку.
- Робер Мерль. «Уїкенд на південному березі». Видано в журналі «Всесвіт», 1966, № 4 та в книжці «Уїкенд на південному березі. Смерть — моє ремесло», Київ, 1969.
- Джорджо Вазарі. «Життєписи найславетніших живописців, скульпторів та архітекторів». Перекладено спільно з іншими перекладачами. Київ, 1970.
- Шарлотта Бронте. «Джен Ейр». Київ, 1971. Серія «Вершини світового письменства». Перевидано 2004 і 2008.
- Курціо Малапарте. «Капут». Київ, 1973.
- Габріель Шевальє. «Клошмерль». Київ, 1973.
- Курт Воннегут. «Бойня номер п'ять, або хрестовий похід дітей». Київ, 1976. Насправді ж роман переклав Ростислав Доценко, але книжка не могла вийти з його прізвищем у ті часи.
- Алехо Карпентьєр. «Загублені сліди». Переклад П. Соколовського та Ю. Нєгіна. Київ, 1978.
- Жюль Верн. «П'ятнадцятирічний капітан». Київ, 1978, 1990. Перевидано 2011.
- Ернест Хемінгуей. Твори в 4-х томах. Київ, 1979—1981. Окремі твори в чотиритомнику.
- Каміло Хосе Села. «Вулик». Переклад П. Соколовського та А. Собуцького. Київ, 1979.
- «Пантоммель малює море» — збірка оповідань письменників НДР. Київ, 1979.
- Мігель Анхель Астуріас. «Скорботна п'ятниця». Київ, 1980.
- Едмондо Де Амічіс. «Серце. Записки школяра». Київ, 1983.
- Ерве Базен. «І вогонь пожирає вогонь». Київ, 1983.
- «Пароль: Свобода!» — збірка оповідань. Переклад з англійської. Київ, 1984.
- Алессандро Мандзоні. «Заручені». Київ, 1985.
- Генріх Белль. «Груповий портрет з дамою. Втрачена честь Катріни Блум. Дбайлива облога. Ірландський щоденник.» Переклад Петра Соколовського, Юрія Лісняка, Олекси Логвиненка, Євгена Поповича, Володимира Шелеста. 1989; видавництво «Дніпро».
- Франц Верфель. «Верді», перекл. з нім. 1989; «Дніпро».
- Альберто Моравіа. «Чочара. Римські оповідання». Перекладачі І. Труш, П. Соколовський. Київ, 1991.
- Габрієль Гарсія Маркес. «Сто років самотності»: Роман. Повісті. Оповідання. — Київ: Видавничий дім «Всесвіт», 2004. — 616 с.
- Роберт Шеклі. «Планета за кошторисом».